# モンジャルディーノ・リーグレ
モンジャルディーノ・リーグレ（伊: Mongiardino Ligure）は、イタリア共和国ピエモンテ州アレッサンドリア県にある、人口約200人の基礎自治体（コムーネ）。

## 地理

### 位置・広がり
| 隣接するコムーネは以下の通り。括弧内のGEはジェノヴァ県所属を示す。 - カベッラ・リーグレ - カッレーガ・リーグレ - イーゾラ・デル・カントーネ (GE) - ロッカフォルテ・リーグレ - ロッケッタ・リーグレ - ヴォッビア (GE) |

### 地震分類
イタリアの地震リスク階級 (it) では、3 に分類される
。

## 行政

### 分離集落
モンジャルディーノ・リーグレには、以下の分離集落（フラツィオーネ）がある。
- Borneto, Camere Nuove, Canarie, Casa di Ragione, Casalbusone, Castellaro, Cavanna, Cerendero, Correio, Fubbiano, Ghiare, Gordena, Gorreto, Lago Cerreto, Lago Patrono (sede comunale), Maggiolo, Mandirola, Montemanno, Mulino Cascè, Peio, Piansuolo, Prato, Rovello Inferiore, Rovello Superiore, Salata Mongiardino, Vergagni